# Operacija Rašeljka
Operacija Rašeljka je bila operacija hrvatskih snaga u Domovinskom ratu.
Prema izjavi generala HV Petra Šimca, osnovni cilj ove operacije bio je da hrvatske postrojbe izađu iz isključenosti s terena, jer su dotad bile u gradovima i inim naseljima. Ostaviti hrvatske snage, dotad smještene po hotelima, bio je veliki rizik.
Namjera je bila da svojim boravkom u „Vrlici, Drnišu, zaleđu Šibenika i Zadra te u Kruševu, na platou između Karina i Obrovca, a u samoj blizini Benkovca, razdvoje snage SAO Krajine i snage JNA u primorskim gradovima”.
Za sljedeći korak koji bi nastupio ostvarenjem odnosno događanjem određene povoljne situacije, bilo je predviđeno da hrvatske postrojbe upadnu u područje pod nadzorom pobunjenih hrvatskih Srba i prekinu cestovnu komunikaciju Knin – Obrovac, Knin – Benkovac – Zadar.
Ostvarenje je išlo vrlo teško. Zapovjedništvo i dvije bojne 4. br. ZNG nije bilo moguće prevesti u područje Kruševa kopnenim putem, zbog toga što su velikosrpski pobunjenici blokirali cestovne komunikacije. Uvjeta za prijenos zračnim putem nije ni bilo, pa su navedene hrvatske postrojbe prevezene pomorskim putem, Novigrad – Kruševo. Radi toga mobilizirani su ribarski brodovi. To je bilo prvi put da su snage HV operativno prevezene morskim putem u Domovinskom ratu.
Radi odvlačenja pozornosti četničkim snagama, a radi olakšavanja položaja 4. gbr., na zapovijed Petra Šimca, zapovjednik 113. br. HV Mate Viduka svake je noći u Kruševo upućivao Hrvatskoj vojsci tada vrlo dragocjene minobacače 120 m/m s 3 – 4 mine (granate) i s posadom. Minobacačke su posade imale zadaću ispaljivati jednu do dvije mine prema Obrovcu i Benkovcu da neprijatelj osjeti nekakvi pritisak, odnosno, da hrvatske snage u zoru sljedećeg dana budu u borbenom poretku obrane Šibenika.